# Кумув-Майорацький (Люблінське воєводство)
Кумув-Майорацький (пол. Kumów Majoracki) — село в Польщі, у гміні Лісневичі Холмського повіту Люблінського воєводства. Населення — 343 особи (2011).

## Історія
Кумів-Майорацький асоціюють з згаданим у Галицько-Волинському літописі містом Комів. Місто входило до конгломерату міст під началом Угровська (Угровеська) — імовірно, князівства. Уперше згадку про місто зустрічаємо на початку XIII ст. У статті Галицько-Волинського літопису за 1204 р. говориться: «Олександр прия Угровеск, Вєрєщин, Столп, Комов и дал Василькови Бєлз». Невдовзі по смерті Романа Мстиславича під Завихостом, Забужжя було захоплене польським князем Лешком Білим. Стаття Галицько-Волинського літопису за 1213 р. фіксує повернення цього регіону під владу руських князів: «Данило же возврлтившуся к домови и ех а с Братом и прия Берєстий, и Угровеск и Верєщин и Столп Комов и всю Украйну». Хронологічними дослідженнями встановлено, що Романовичі відібрали Володимир у Олександра Всеволодовича у 1214 р., а Комів разом з іншими містами повернули у 1217 р. (чи в 1219 р.).
За даними етнографічної експедиції 1869—1870 років під керівництвом Павла Чубинського, у селі здебільшого проживали римо-католики, проте населення переважно розмовляло українською мовою.
У 1975—1998 роках село належало до Холмського воєводства.

## Демографія
Демографічна структура станом на 31 березня 2011 року:
|          | Загалом | Допрацездатний вік | Працездатний вік | Постпрацездатний вік |
| -------- | ------- | ------------------ | ---------------- | -------------------- |
| Чоловіки | 162     | 34                 | 105              | 23                   |
| Жінки    | 181     | 34                 | 93               | 54                   |
| Разом    | 343     | 68                 | 198              | 77                   |